# Karner

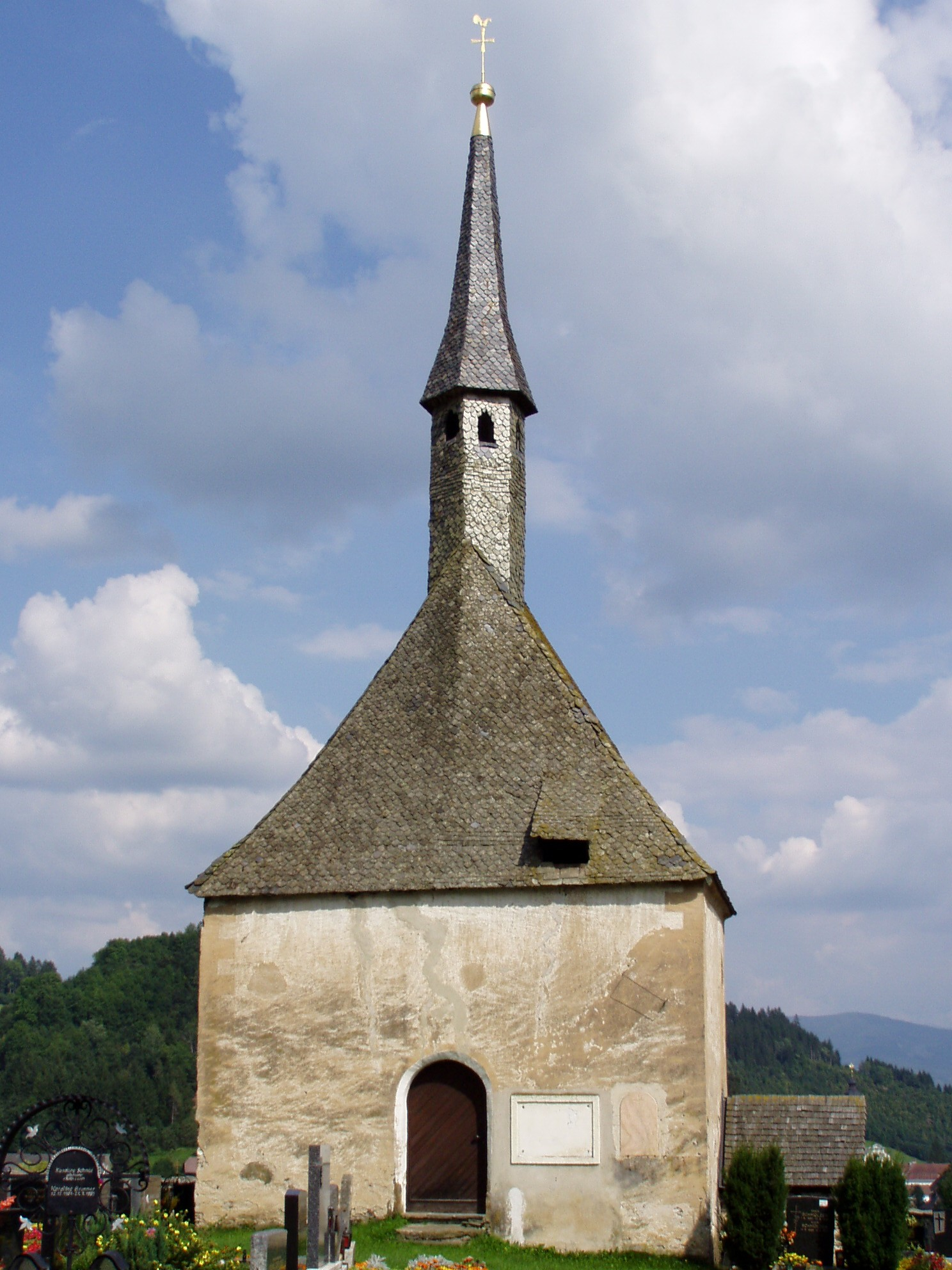
Karner w Lieding

Karner (z łac. carnarium) – kaplica grzebalna w formie dwukondygnacyjnej, w której górna kondygnacja służyła uroczystościom pogrzebowym i mszom za zmarłych, zaś dolna stanowiła miejsce pochówku, często gromadziła szczątki kostne ze zlikwidowanych grobów.
Karnery występowały w epoce romanizmu i wczesnego gotyku, zwłaszcza w krajach południowo-niemieckich (Styria, Bawaria, Szwajcaria), rzadziej w północnych Niemczech, a także w Czechach, północnych Węgrzech (dzisiejsza Słowacja) i na Śląsku.